# كلام مثير

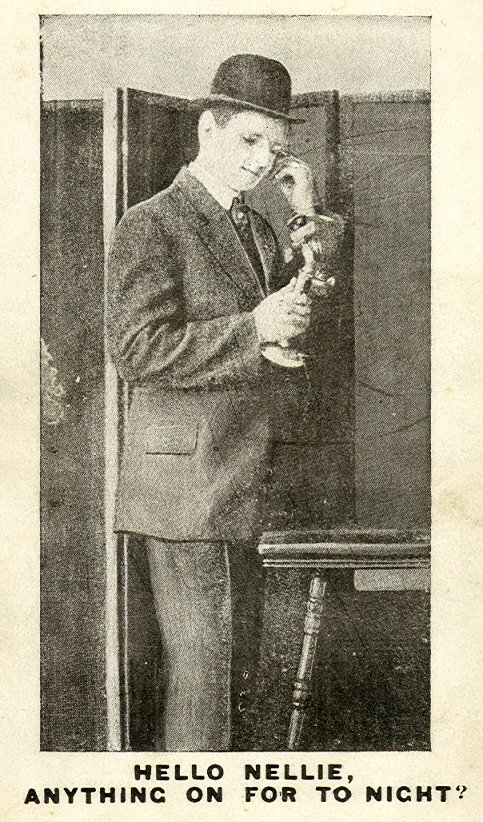
بطاقة بريدية تُعبر عن مفهوم «الكلام البذيء» (1905–1915)

الكلام البذيء (بالإنجليزية: Dirty Talk)‏ ويُسمّيه البعض الكلام المثير (بالإنجليزية: Erotic Talk)‏ هو الكلام الجِنسي الذي يتبادلهُ الحبيبان أو الزوجان أو غيرهما عبر الهاتف أو خِلال ممارسة الجنس أو في أيّ مكانٍ آخر. حسب بعض استطلاعات الرأيّ فإنّ الكلام المثير يزيدُ من الإثارة الجنسية خِلال النشاط الجنسي إلى جانبِ المُداعبة وعادةً ما يشتملُ الكلام المثير (أو حتى القذر) على أوصافٍ جنسية تتخللها كلمات نابيّة تُهمس في أذنِ الشريك أو تُقال له مباشرة. لقد زادت شهرة هذا المفهوم في الآونة الأخيرة خاصّة بعد ظهورِ أنواعٍ مُختلفة من الممارسات الجنسية البعيدة عنِ الحميمية الجسدية على غِرار الجنس عبر الهاتف والجنس عبرَ النت. في السياق ذاته؛ يرى ماركيز دي ساد مؤلّف كِتاب 120 يوما في سدوم أنّ «معظم الأحاسيس تنتقلُ عن طريق أجهزة السمع ولذا فإنّ الكلام القذر هو الشكل الأكثر إثارة من أشكال ممارسة الجنس.»